# Wiesthal
Wiesthal er en kommune i Landkreis Main-Spessart i regierungsbezirk Unterfranken i den tyske delstat Bayern. Den er en del af Verwaltungsgemeinschaft Partenstein.

## Geografi
Wiesthal lligger i Region Aschaffenburg i Aubachdalen i Spessart.
I kommunen ligger ud over Wiesthal, landsbyerne Krommenthal, og Partensteiner Forst.

## Historie
Wiesthal er en gammel Glasmagerby der er kendt tilbage til 1057. Det lille vandløb Aubach delte tidligere området i to dele, hvor den en hørte under bispedømmet Mainz og den anden til Grevskabet Rieneck.